# Gigi Marulla
Luigi Marulla, né le 20 avril 1963 à Stilo, et mort le 19 juillet 2015 à Cetraro, est un joueur et un entraîneur de football italien. Il joue notamment en faveur du Cosenza Calcio. C'est le joueur le plus capé et le meilleur buteur de ce club. Le stade San Vito porte son nom depuis sa disparition.

## Biographie
Joueur emblématique du Cosenza Calcio, il joue avec ce club 330 matchs en championnat, inscrivant 91 buts, ce qui constitue un record pour le club calabrais.
Au cours de sa carrière, il dispute un total de 374 matchs en Serie B, inscrivant 96 buts.
Après sa carrière de joueur, il entraîne son club de cœur, Cosenza, de 2004 à 2006.

## Palmarès
- Vainqueur de la Coupe anglo-italienne en 1983 avec le Cosenza Calcio